# Valaská
Valaská (ungarisch [Garam-]Olaszka – bis 1882 Valaszka) ist eine Gemeinde im Okres Brezno in der Mittelslowakei.
Sie liegt im Region Horehronie am Fluss Hron (Gran) am Südhang der Niederen Tatra, dabei erstreckt sich ein Teil der Gemeinde ins Slowakische Erzgebirge. Mit ihren 3850 Einwohnern gilt sie als drittgrößte Gemeinde des Okres Brezno nach Brezno und Podbrezová, beide Nachbargemeinden. Dabei mündet im Gemeindegebiet Flüsse Čierny Hron und Bystrianka (im Gemeindeteil Piesok) in den Hron. Die Stadt Brezno liegt sechs Kilometer östlich und die Regionalhauptstadt Banská Bystrica 36 Kilometer westlich.
Valaská wurde zum ersten Mal im Jahr 1470 erwähnt. Der Name weist auf die wallachische Kolonisierung hin.
In Valaská (Ortsteil Chvatimech) beginnt heute die schmalspurige Schwarzgranbahn (Čiernohronská železnica) nach Čierny Balog.

## Bevölkerung
| Jahr                | 1994 | 2004    | 2014    | 2024     |
| ------------------- | ---- | ------- | ------- | -------- |
| Anzahl der Personen | 3867 | 3908    | 3826    | 3336     |
| Unterschied         |      | +1,06 % | −2,09 % | −12,80 % |

| Jahr                | 2023 | 2024    |
| ------------------- | ---- | ------- |
| Anzahl der Personen | 3340 | 3336    |
| Unterschied         |      | −0,11 % |